# Meoz
Meoz (Meotz en euskera y cooficialmente) es una entidad de población española del municipio de Lónguida, perteneciente a la Comunidad Foral de Navarra.

## Historia
Hacia mediados del siglo XIX, el lugar, ya por entonces perteneciente a Lónguida, tenía contabilizada una población de 100 habitantes. Aparece descrito en el undécimo volumen del Diccionario geográfico-estadístico-histórico de España y sus posesiones de Ultramar de Pascual Madoz con las siguientes palabras:

MEOZ: l. del ayunt. y valle de Longuida, en la prov. y c. g. de Navarra, part. jud. de Aoiz (1 1/2 leg.), aud. terr. y dióc. de Pamplona (5). sit. en alto con vistas al E., S. y O. clima frio, le combaten los vientos N. y S., y se padecen afecciones catarrales. Tiene 17 casas que forman una calle; escuela de primera educacion para ambos sexos, frecuentada por 20 ó 24 alumnos y dotada 1,000 rs. que se satisfacen por reparto vecinal; igl. parr. de entrada (San Pedro Apóstol) servida por un beneficiado de presentacion de los vec., cementerio contiguo á la misma, y una ermita (Sta. Coloma): para los usos del vecindario se surten de las aguas de un arroyo. El térm. se estiende 3/4 de leg. de N. á S., y de E. á O. igual dist.; y confina N. Jaberri; E. Uli; S. Villanueva, y O. Aoiz; y comprende dentro de su radio un monte poblado de robles, un soto con algunos fresnos, canteras de piedra comun, abundantes y buenos pastos para toda especie de ganados y un despoblado de Zaldibar al N. y 1/4 de leg. del l. El terreno es secano, arcilloso y poco fértil; le atraviesa un arroyo que baja de Zariquieta y desagua en el Irati, despues de fertilizar los campos de esta pobl. que queda á su izq. caminos: los locales, en mediano estado: el correo se recibe de Aoiz, por balijero. prod.: trigo, avena, cebada, vino, maiz y patatas; cria de ganado vacuno y lanar; caza de perdices y liebres. pobl.: 18 vec., 100 alm. contr. con el valle (V.).
(Madoz, 1848, p. 381)

En 2022, tenía empadronados 12 habitantes.